# Арамис (Эфиопия)

Арамис — сезонно населённая деревня кочевых скотоводов и место палеонтологических раскопок на северо-востоке Эфиопии, где обнаружены останки  австралопитеков (Australopithecus afarensis) и ардипитеков (Ardipithecus ramidus). Деревня расположена в Административной зоне 3 района Афар и является частью вореды (округа) Геване.
В отчёте Центрального статистического агентства Эфиопии за 2005 год этот населённый пункт не упоминается.
Палеонтологи включают это место раскопок в регион Средний Аваш. Тафономические и палинологические исследования обнаружили здесь многочисленные останки флоры и фауны, включая семена кантиума, произрастающего в основном в африканских лесах и лесостепях, а также скелеты тонкотелых обезьян и куда, которые позволяют предположить, что в доисторические времена Арамис был влажной закрытой лесистой местностью, тогда как сейчас это один из самых сухих, жарких и малонаселённых районов планеты.
В 1992 и 1993 годах группа палеонтологов под руководством Тима Уайта обнаружила в Арамисе останки в общей сложности 17 особей древних гоминидов, датированных периодом 4,4 млн. лет назад, что на 0,5 млн. лет древнее, чем самые старые останки австралопитека афарского, обнаруженные в восточной части Middle Awash. Останки были классифицированы как новый род и вид гоминидов и получили название Ardipithecus ramidus. Статья об этом открытии была напечатана на первой странице «Нью-Йорк Таймс».